# Kim Heiduk
Kim Alexander Heiduk (Herrenberg, 3 marzo 2000) è un ciclista su strada tedesco che corre per il team Ineos Grenadiers; è professionista dal 2022.

## Palmarès

### Strada
- 2021 (Lotto-Kern Haus, due vittorie)

1ª tappa Tour d'Eure-et-Loir (Illiers-Combray > Brou)
Campionati tedeschi, Prova in linea Under-23

## Piazzamenti

### Grandi Giri
- Giro d'Italia

2025: 114º
- Vuelta a España

2023: 139º

### Classiche monumento
- Milano-Sanremo

2023: 141º
- Giro delle Fiandre

2022: ritirato
2023: ritirato
- Parigi-Roubaix

2023: 96º
2025: 79º

### Competizioni mondiali
- Campionati del mondo

Innsbruck 2018 - In linea Junior: 31º

### Competizioni europee
- Campionati europei

Alkmaar 2019 - In linea Under-23: ritirato
Plouay 2020 - In linea Under-23: 12º
Drenthe 2023 - In linea Elite: ritirato